# 三島田町駅
三島田町駅（みしまたまちえき）は、静岡県三島市北田町にある伊豆箱根鉄道駿豆線の駅である。駅番号はIS03。副駅名は「電気を届け 暮らしをサポートする 東配工」。

## 歴史
- 1898年（明治31年）

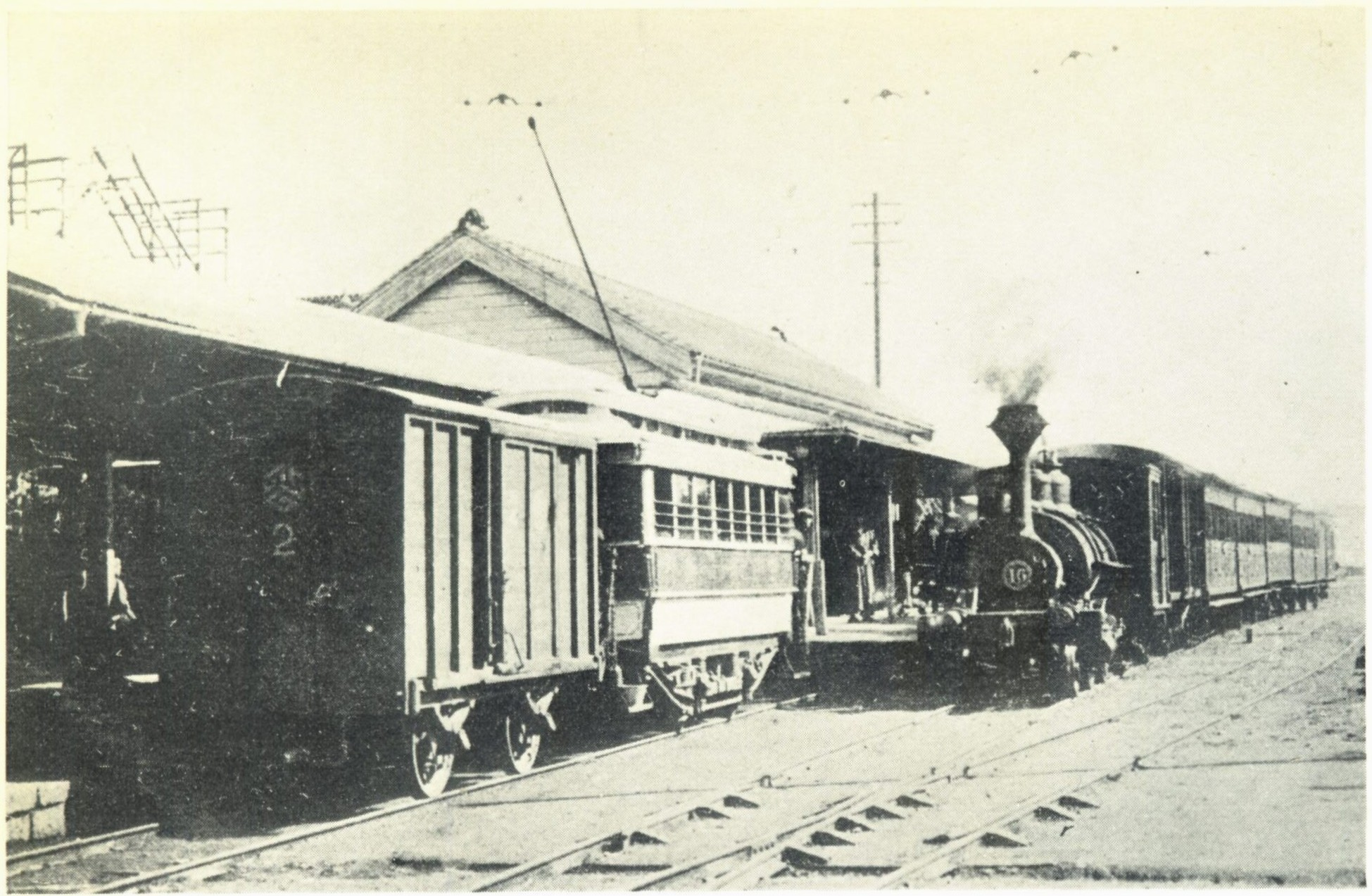
三島町駅での軌道線の電車と本線の蒸気機関車（元北海道炭礦鉄道15号形）牽引の列車（※1914年の軌道線乗り入れ中断前か、1919年の再開後の撮影かは不明）

  - 5月20日：三島町（現・三島田町） - 南條（現・伊豆長岡）間開業により、三島町駅として開業。
  - 6月15日：三島（現・御殿場線下土狩駅） - 三島町間開業により、中間駅となる。
- 1919年（大正8年）5月25日：旧伊豆鉄道線三島 - 当駅間電化。これに伴い、後の伊豆箱根鉄道軌道線（旧駿豆電気鉄道）が乗り入れを開始。
- 1949年（昭和24年）4月1日：伊豆箱根鉄道軌道線の乗り入れが廃止される。
- 1956年（昭和31年）2月1日：三島田町駅に改称。
- 1964年（昭和39年）12月1日：貨物営業廃止。
- 1967年（昭和42年）4月2日：三島田町駅総合駅舎完成。
- 1973年（昭和48年）1月1日：手小荷物営業廃止。
- 2023年（令和5年）3月18日：無人駅となる。
- 2024年（令和6年）3月27日：東配工との副駅名権スポンサー契約にともない、当駅に副駅名「電気を届け 暮らしをサポートする 東配工」を導入し、副駅名入り駅名標が設置された[1]。

## 駅構造
単式ホーム・島式ホーム計2面3線を有する地上駅。当駅には自動改札機と売店がある。
以前は終日駅係員配置駅であったが、現在は踊り子号が発車する時間帯に合わせて指定席特急券を発売するために近くの駅から駅係員が派遣される。

### のりば
| 番線 | 路線   | 方向 | 行先       | 備考           |
| ---- | ------ | ---- | ---------- | -------------- |
| 1    | 駿豆線 | 下り | 修善寺方面 |                |
| 2    | 駿豆線 | 上り | 三島方面   |                |
| 3    | 駿豆線 | 上り | 三島方面   | （1日1本のみ） |

付記事項
- 全てのホームにて両方向への発着が可能な信号構成となっているが、2023年3月18日現在のダイヤでは、下り列車は1番線発車、上り列車は2番線（12:03発のみ3番線）発車に統一されている（回送・臨時列車運転時やダイヤ乱れ時はこの限りではない）。
- 特急「踊り子」の停車駅であるが、以前に運転されていた「快速」は当駅を通過し、次の三島広小路駅に停車していた。

発車メロディーに関して
- 2009年1月中旬頃より、1・2番線に発車メロディー・ベルが導入され、アロー株式会社製の曲が2曲使われている。
- 発車メロディー導入以前、発車合図は全ホームともブザーであった。

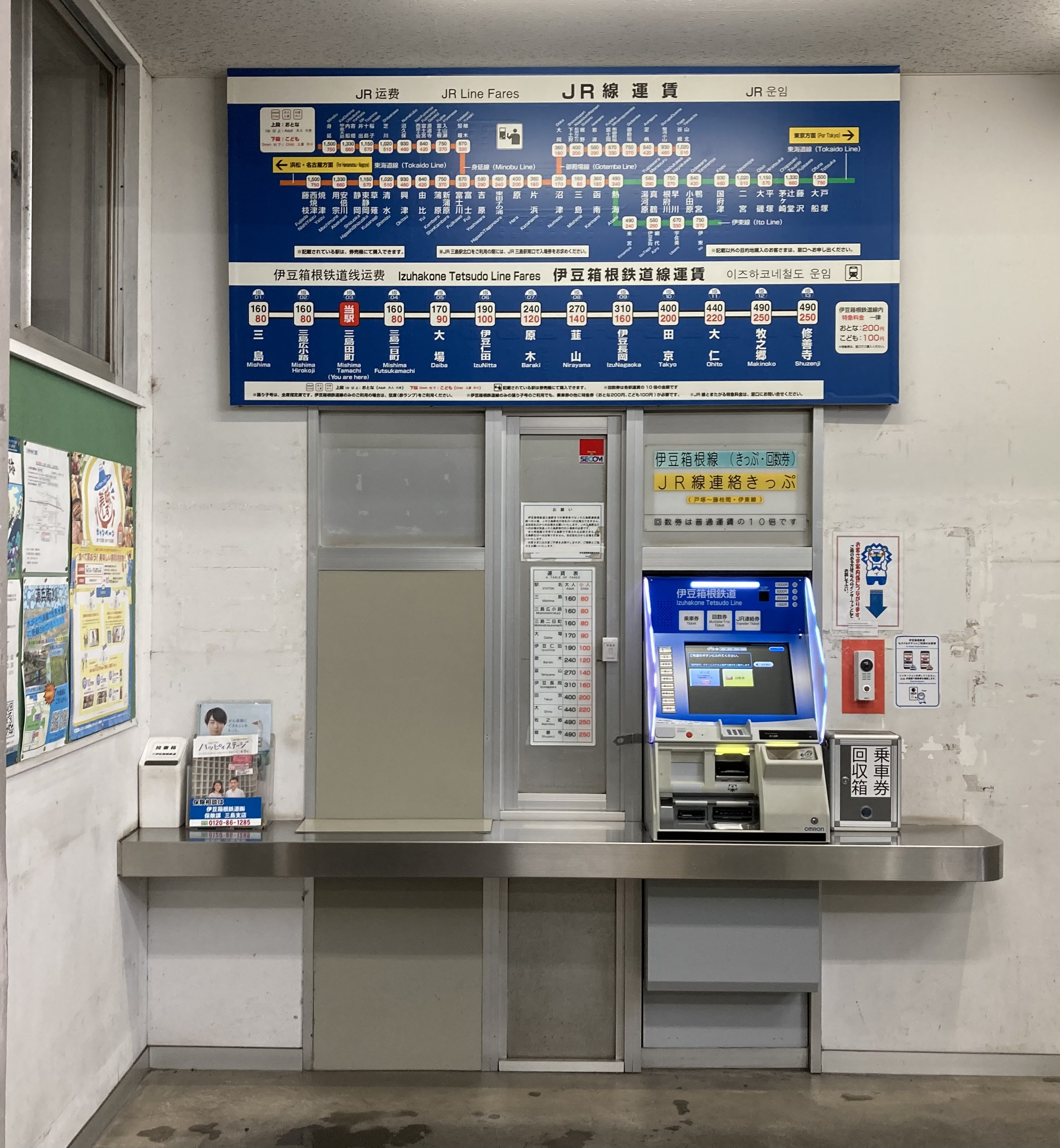
自動券売機（2023年6月）
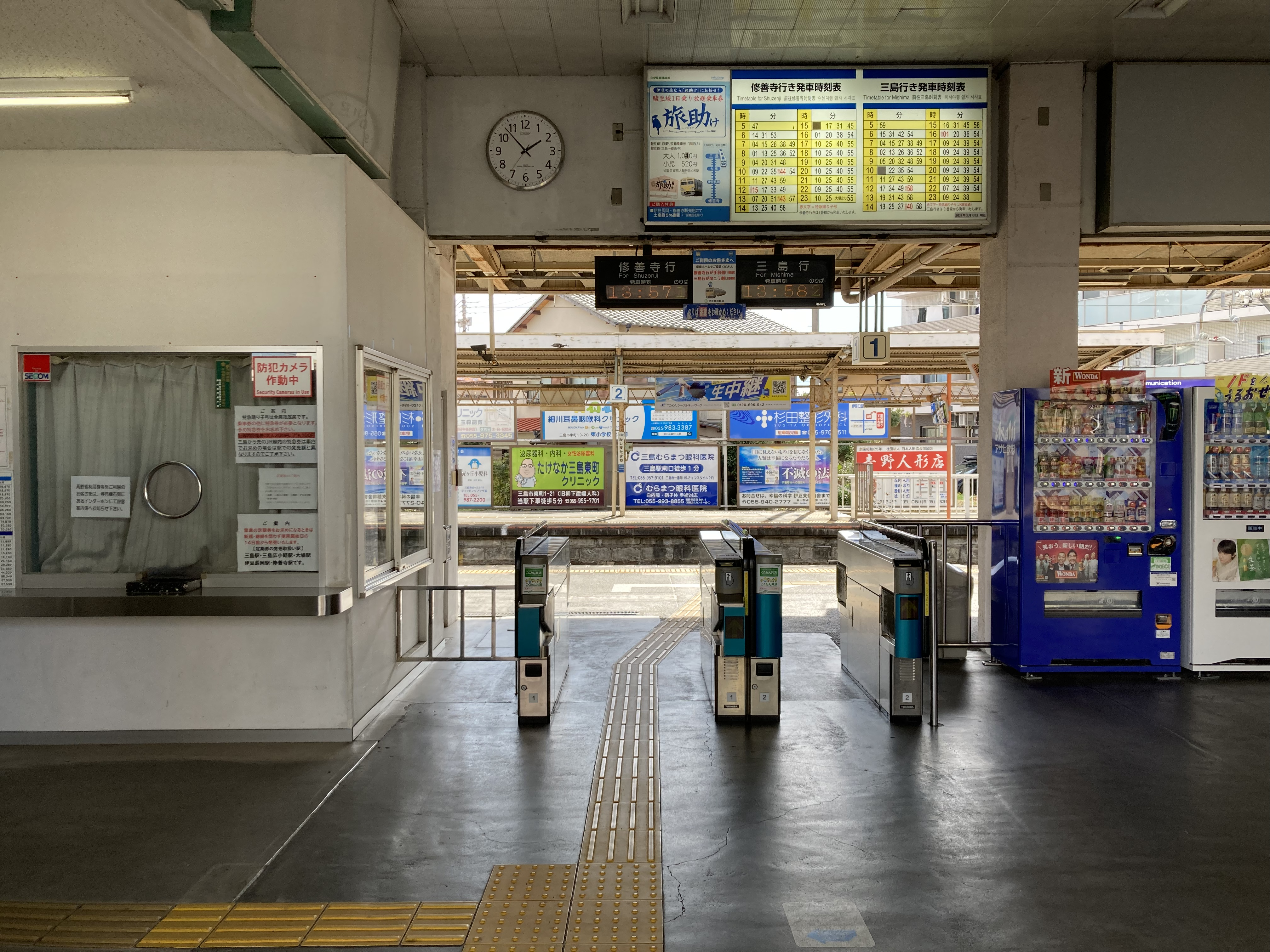
改札（2023年2月）
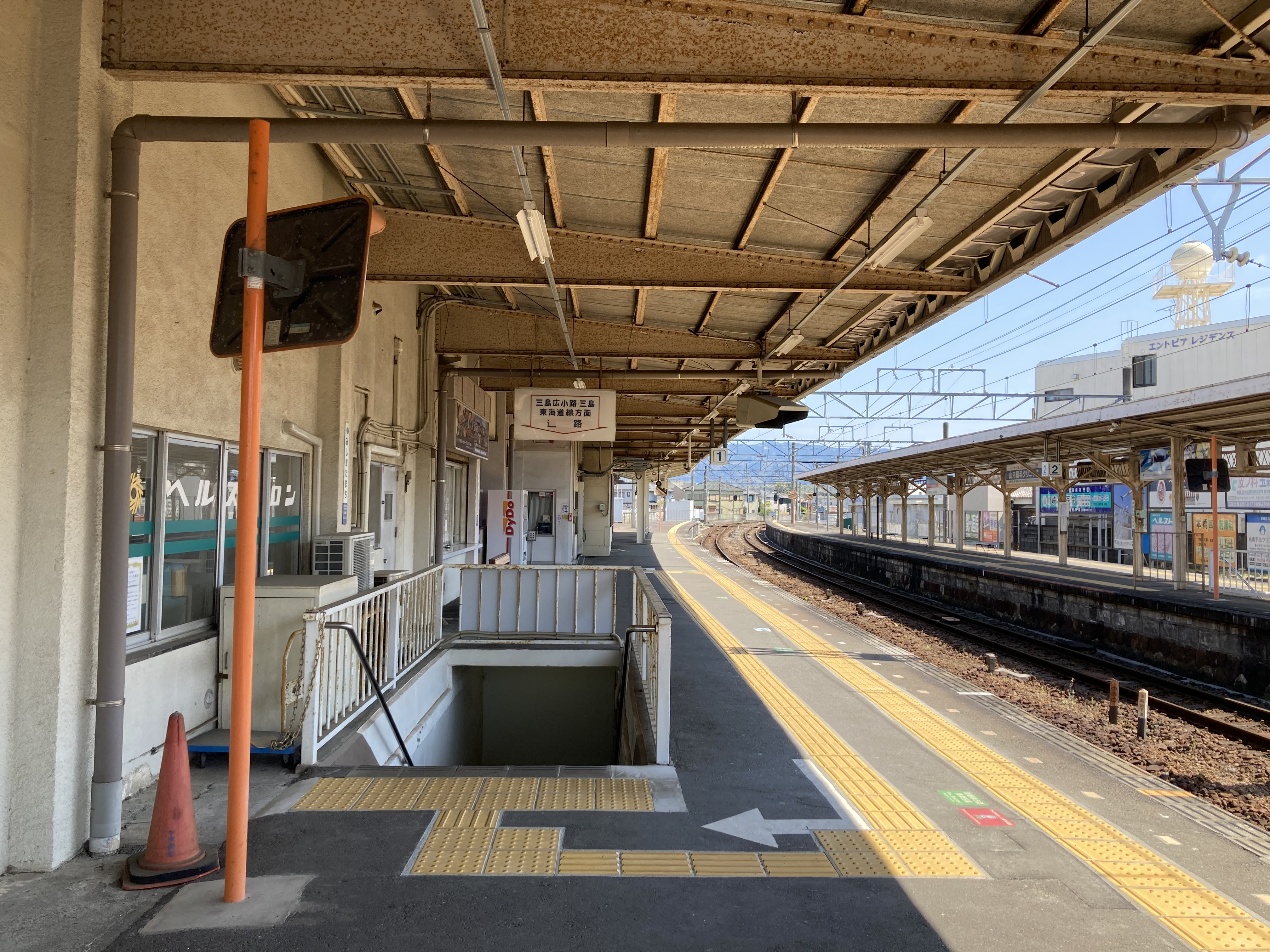
1番線ホーム（2023年4月）
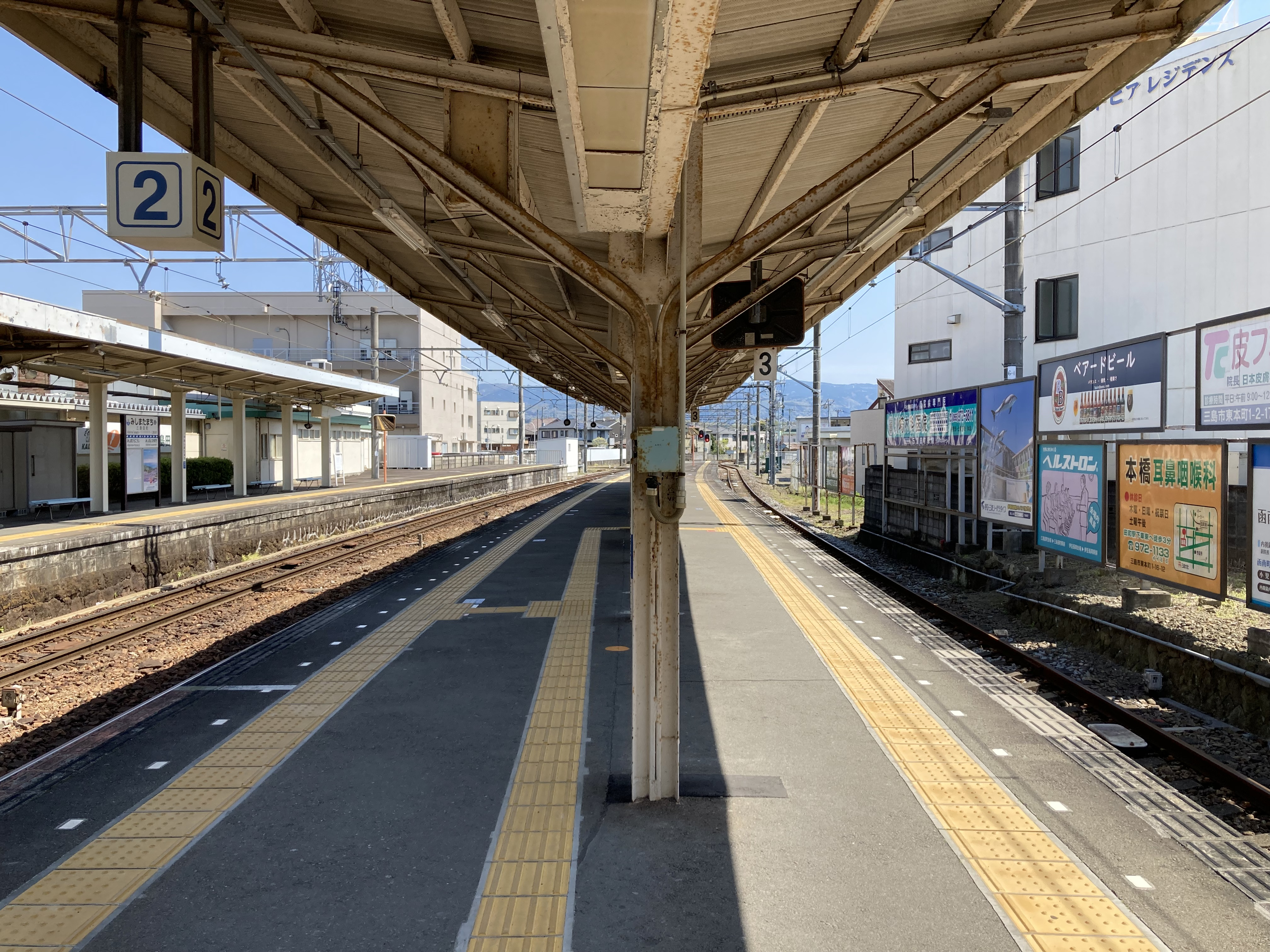
2番線・3番線ホーム（2023年4月）
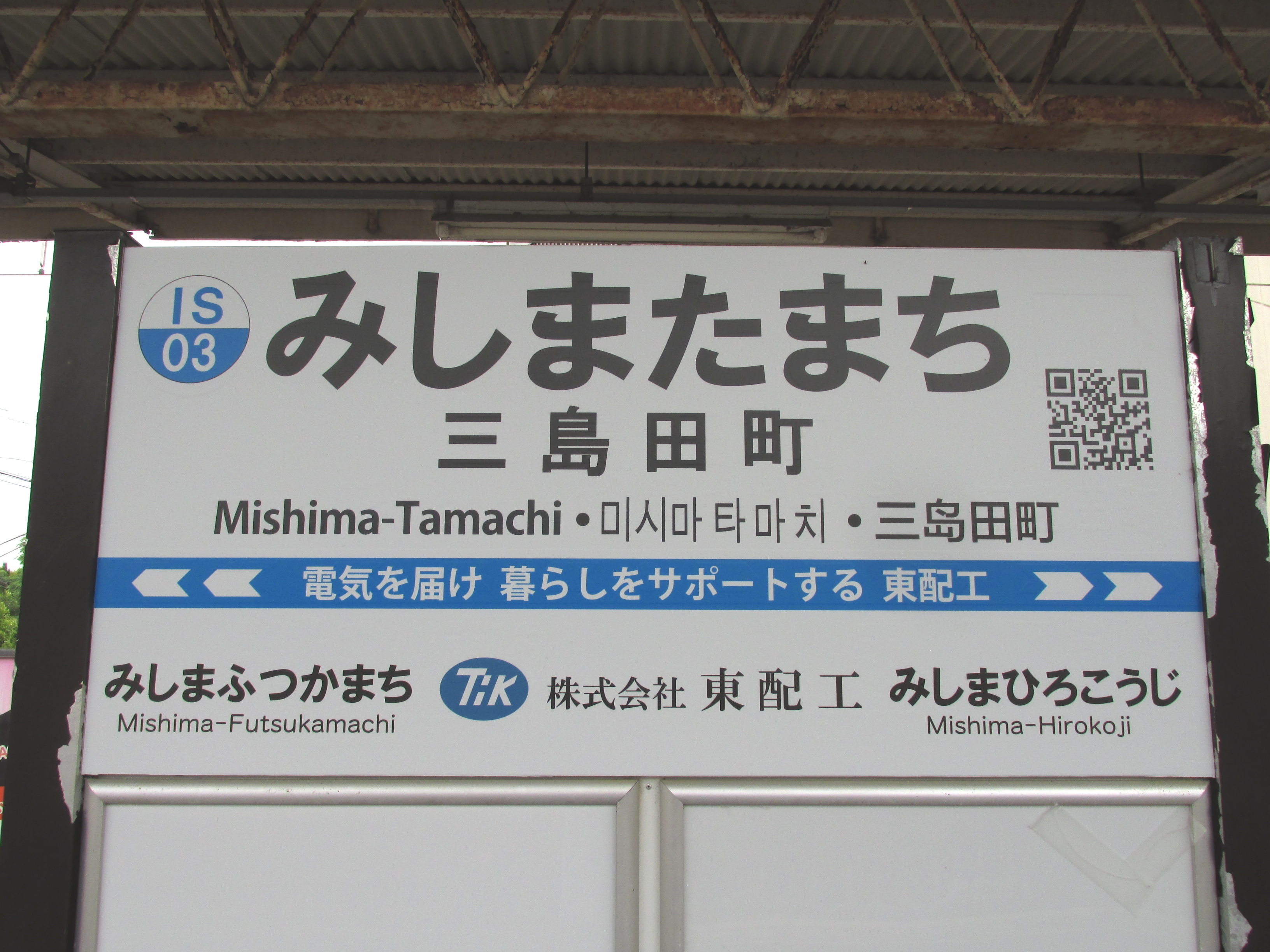
駅名標（2024年5月）

## 利用状況
- 2020年（令和2年）度の1日平均乗車人員は996人である。

近年の1日平均乗車人員の推移は以下の通りである。
| 年度               | 1日平均 乗車人員 | 出典     |
| ------------------ | ---------------- | -------- |
| 1993年（平成05年） | 1,479            | [ * 1 ]  |
| 1994年（平成06年） | 1,632            | [ * 2 ]  |
| 1995年（平成07年） | 1,934            | [ * 3 ]  |
| 1996年（平成08年） | 1,957            | [ * 4 ]  |
| 1997年（平成09年） | 1,923            | [ * 5 ]  |
| 1998年（平成10年） | 1,941            | [ * 6 ]  |
| 1999年（平成11年） | 1,900            | [ * 7 ]  |
| 2000年（平成12年） | 1,820            | [ * 8 ]  |
| 2001年（平成13年） | 1,821            | [ * 9 ]  |
| 2002年（平成14年） | 1,782            | [ * 10 ] |
| 2003年（平成15年） | 1,730            | [ * 11 ] |
| 2004年（平成16年） | 1,737            | [ * 12 ] |
| 2005年（平成17年） | 1,762            | [ * 13 ] |
| 2006年（平成18年） | 1,753            | [ * 14 ] |
| 2007年（平成19年） | 1,784            | [ * 15 ] |
| 2008年（平成20年） | 1,752            | [ * 16 ] |
| 2009年（平成21年） | 1,695            | [ * 17 ] |
| 2010年（平成22年） | 1,650            | [ * 18 ] |
| 2011年（平成23年） | 1,547            | [ * 19 ] |
| 2012年（平成24年） | 1,541            | [ * 20 ] |
| 2013年（平成25年） | 1,509            | [ * 21 ] |
| 2014年（平成26年） | 1,400            | [ * 22 ] |
| 2015年（平成27年） | 1,436            | [ * 23 ] |
| 2016年（平成28年） | 1,406            | [ * 24 ] |
| 2017年（平成29年） | 1,368            | [ * 25 ] |
| 2018年（平成30年） | 1,362            | [ * 26 ] |
| 2019年（令和元年） | 1,327            | [ * 27 ] |
| 2020年（令和02年） | 996              | [ * 28 ] |

## 駅周辺

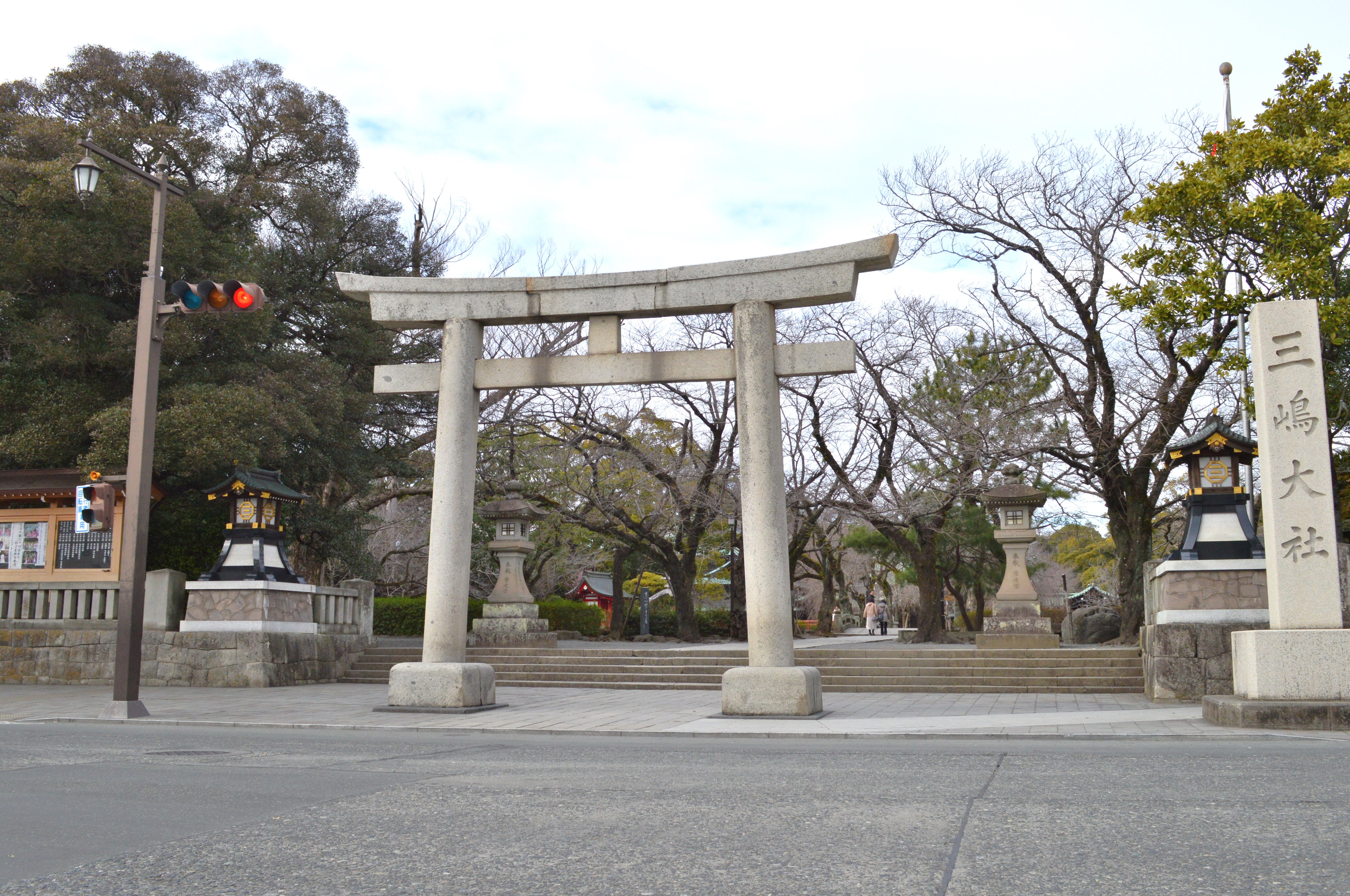
三嶋大社 大鳥居

路地が入り組んでいる所にあり、駅舎のすぐ隣（正面から見て左側）にはスーパーマーケットがある。駅付近は民家が多いが、商店や飲食店が点在する。三島市役所や三嶋大社は駅北側、佐野美術館や三島梅花藻の里は駅南側にある。
- 三島市役所
- 富士山南東消防本部
- 佐野美術館
- 三嶋大社
- 三島郵便局
- 三島大社町郵便局
- 三島信用金庫二日町支店
- 静岡銀行 三島支店
- スルガ銀行 三島支店
- イトーヨーカドー三島店
- スーパーカドイケ三島田町店 - かつては、伊豆箱根鉄道関連会社のタマチゴルフショップがあった。
- 隆泉苑 - 庭園
- 三島梅花藻の里[2]
- 三島市市営中央駐車場
- 静岡県道21号三島裾野線
- 静岡県道143号三島田町停車場線
- エフエムみしま・かんなみ演奏所

## バス路線
「三島田町駅」停留所にて、以下の路線バスやコミュニティバスが発着する。
- 伊豆箱根バス
  - 加茂富士見台線
    - 三61・三62：三島駅・旭ヶ丘・加茂・富士見台 方面

- 伊豆箱根バス・東海バス
  - 100円バス「せせらぎ号」
    - 西回り（伊豆箱根バス）：大社前・市役所・三島駅・広小路・佐野美術館方面
    - 東回り（東海バス）：佐野美術館・広小路・三島駅・大社前・市役所方面

※「せせらぎ号」は西回りと東回りでは経路・停留所・運行会社に違いがある。
- 伊豆箱根交通
  - 三島市自主運行バス「ふれあい号」
- 三島総合病院
  - 無料シャトルバス(平日・土曜・祝日のみ運行)

※JAふじ伊豆を経由するが、病院方面は乗車専用で田町駅方面は降車専用である。
※現在は三島総合病院の自主運行バスだが、かつては伊豆箱根バスが運行を担当していた。

## 隣の駅
※特急「踊り子」の隣の停車駅は列車記事を参照。
伊豆箱根鉄道
 駿豆線
三島広小路駅 (IS02) - 三島田町駅 (IS03) - 三島二日町駅 (IS04)

### 記事本文
1. 1 2  “三島田町駅の副駅名権を株式会社東配工と締結”.   伊豆箱根鉄道. 2024年3月23日閲覧。
2. ↑   三島市観光Web編集部: “三島梅花藻の里”. 三島市観光Web.   三島市観光協会 (2021年1月13日). 2022年9月30日時点のオリジナルよりアーカイブ。2023年3月25日閲覧。

### 利用状況
静岡県統計年鑑
1. ↑  静岡県統計年鑑1993（平成5年） (PDF)
2. ↑  静岡県統計年鑑1994（平成6年） (PDF)
3. ↑  静岡県統計年鑑1995（平成7年） (PDF)
4. ↑  静岡県統計年鑑1996（平成8年） (PDF)
5. ↑  静岡県統計年鑑1997（平成9年） (PDF)
6. ↑  静岡県統計年鑑1998（平成10年） (PDF)
7. ↑  静岡県統計年鑑1999（平成11年） (PDF)
8. ↑  静岡県統計年鑑2000（平成12年） (PDF)
9. ↑  静岡県統計年鑑2001（平成13年） (PDF)
10. ↑  静岡県統計年鑑2002（平成14年） (PDF)
11. ↑  静岡県統計年鑑2003（平成15年） (PDF)
12. ↑  静岡県統計年鑑2004（平成16年） (PDF)
13. ↑  静岡県統計年鑑2005（平成17年） (PDF)
14. ↑  静岡県統計年鑑2006（平成18年） (PDF)
15. ↑  静岡県統計年鑑2007（平成19年） (PDF)
16. ↑  静岡県統計年鑑2008（平成20年） (PDF)
17. ↑  静岡県統計年鑑2009（平成21年） (PDF)
18. ↑  静岡県統計年鑑2010（平成22年） (PDF)
19. ↑  静岡県統計年鑑2011（平成23年） (PDF)
20. ↑  静岡県統計年鑑2012（平成24年） (PDF)
21. ↑  静岡県統計年鑑2013（平成25年） (PDF)
22. ↑  静岡県統計年鑑2014（平成26年） (PDF)
23. ↑  静岡県統計年鑑2015（平成27年） (PDF)
24. ↑  静岡県統計年鑑2016（平成28年） (PDF)
25. ↑  静岡県統計年鑑2017（平成29年） (PDF)
26. ↑  静岡県統計年鑑2018（平成30年） (PDF)
27. ↑  静岡県統計年鑑2019（令和元年） (PDF)
28. ↑  静岡県統計年鑑2020（令和2年） (PDF)